# Lista de tornados no Brasil (2025-)

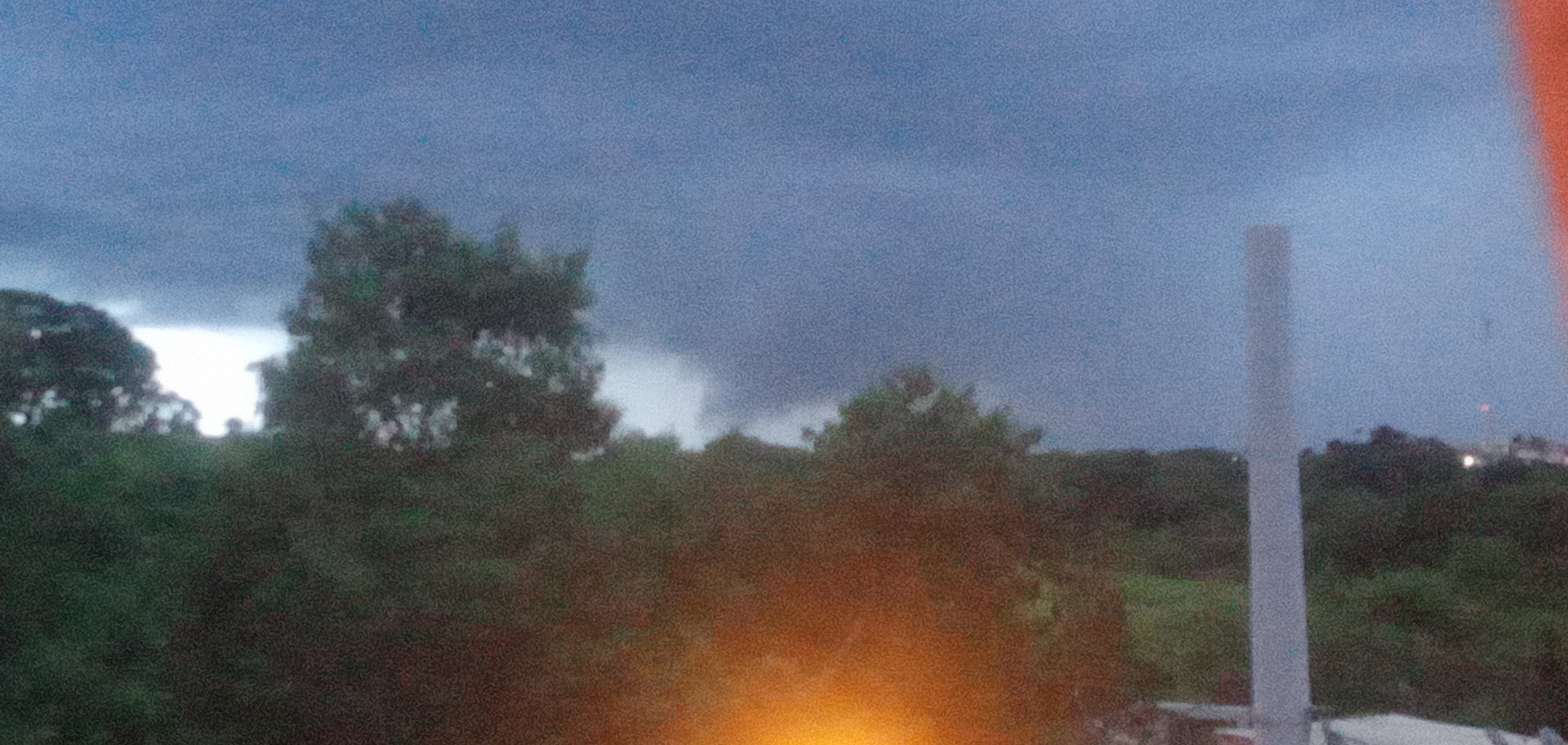
Tornado registrado em Piracicaba, São Paulo, em 31 de janeiro de 2025

Este artigo documenta tornados e ondas de tornados que ocorreram no Brasil desde 1º de janeiro de 2025 (por unidade federativa).

## Observações
- "F?" são usados para eventos que não foram classificados, ou de intensidade desconhecida.
- A Escala Fujita melhorada (EF), apesar de ser usada em países como China, Estados Unidos, México, Canadá e a França, ela ainda não é usada em nenhum país da América do Sul.
- '~' indica que o número é estimado.
- ≥ indica que o valor foi igual ou superior ao elemento estimado.

### Classificação da intensidade dos tornados

#### Escala Fujita
| F0          | F1           | F2           | F3           | F4           | F5           |
| 60–110 km/h | 120–170 km/h | 180–240 km/h | 250–320 km/h | 330–410 km/h | 420–510 km/h |
| ----------- | ------------ | ------------ | ------------ | ------------ | ------------ |

## Bahia

### Lista de tornados na Bahia
| Data       | UF | Área                 | F# | Óbitos | Feridos | Comentários                                                                         | Fontes/Notas |
| ---------- | -- | -------------------- | -- | ------ | ------- | ----------------------------------------------------------------------------------- | ------------ |
| 2025       |    |                      |    |        |         |                                                                                     |              |
| 08/01/2025 | BA | Formosa do Rio Preto | FU | 0      | 0       | - Tornado supercelular filmado em área inabitada. Tocou o solo por poucos segundos. | [ 1 ] [ 2 ]  |
|            |    |                      |    |        |         |                                                                                     |              |

## Espírito Santo

### Lista de tornados no Espírito Santo
| Data       | UF | Área    | F# | Óbitos | Feridos | Comentários     | Fontes/Notas |
| ---------- | -- | ------- | -- | ------ | ------- | --------------- | ------------ |
| 2025       |    |         |    |        |         |                 |              |
| 05/04/2025 | ES | Aracruz | FU | 0      | 0       | - Tromba d'água | [ 3 ] [ 2 ]  |
|            |    |         |    |        |         |                 |              |

## Minas Gerais

### Lista de tornados em Minas Gerais
| Data       | UF | Área        | F# | Óbitos | Feridos | Comentários                                          | Fontes/Notas |
| ---------- | -- | ----------- | -- | ------ | ------- | ---------------------------------------------------- | ------------ |
| 2025       |    |             |    |        |         |                                                      |              |
| 18/04/2025 | MG | Três Marias | FU | 0      | 0       | - Tornado supercelular flagrado na represa municipal | [ 4 ] [ 5 ]  |
|            |    |             |    |        |         |                                                      |              |

## Pará

### Lista de tornados no Pará
| Data       | UF | Área   | F# | Óbitos | Feridos | Comentários     | Fontes/Notas |
| ---------- | -- | ------ | -- | ------ | ------- | --------------- | ------------ |
| 2025       |    |        |    |        |         |                 |              |
| 24/01/2025 | PA | Curuçá | FU | 0      | 0       | - Tromba d'água | [ 2 ] [ 6 ]  |
|            |    |        |    |        |         |                 |              |

## Santa Catarina

### 2025
| F# | Localidade | UF             | Coord. de início | Horário (UTC) | Distância da trilha (km) | Largura máxima (m) |
| -- | --- | -------------- | ---------------- | ------------- | ------------------------ | ------------------ |
| F1 | Palmitos | Santa Catarina | Desconhecido     | 17:30         | Desconhecido             | Desconhecido       |
| F1 | Tornado não-supercelular, mas produzido por uma SCM do tipo quasi-linear. 1 fatalidade confirmada.                                                  |                |                  |               |                          |                    |
| F? | Santo Amaro da Imperatriz | Santa Catarina | Desconhecido     | 22:20         | Desconhecido             | Desconhecido       |
| F? | Tornado não-supercelular, mas produzido por uma SCM do tipo quasi-linear. Uma residências foi nivelada ao solo e uma intensidade em F2 é plausível. |                |                  |               |                          |                    |

| F# | Localidade                                                                                   | UF             | Coord. de início | Horário (UTC) | Distância da trilha (km) | Largura máxima (m) |
| -- | -------------------------------------------------------------------------------------------- | -------------- | ---------------- | ------------- | ------------------------ | ------------------ |
| F2 | Passos Maia                                                                                  | Santa Catarina | Desconhecido     | Desconhecido  | Desconhecido             | Desconhecido       |
| F2 | Tornado produzido por uma QLCS filmado em área inabitada. Classificado como F2 pela PREVOTS. |                |                  |               |                          |                    |

## São Paulo

### 2025
| F# | Localidade                    | UF        | Coord. de início | Horário (UTC) | Distância da trilha (km) | Largura máxima (m) |
| --- | ----------------------------- | --------- | ---------------- | ------------- | ------------------------ | ------------------ |
| F0 | Piracicaba (Bairro Campestre) | São Paulo | Desconhecido     | 22:04         | Desconhecido             | Desconhecido       |
| Tornado supercelular foi filmado por entusiasta do tempo severo, tocando o solo por poucos segundos no Ribeirão do Enxofre, próximo ao loteamento Jardim Santa Fé, bairro Campestre. |                               |           |                  |               |                          |                    |

| F# | Localidade | UF        | Coord. de início | Horário (UTC) | Distância da trilha (km) | Largura máxima (m) |
| -- | --- | --------- | ---------------- | ------------- | ------------------------ | ------------------ |
| F? | Cotia (Bairro Mirante da Mata)                                                                                 | São Paulo | Desconhecido     | Desconhecido  | Desconhecido             | Desconhecido       |
| F? | Tornado de vórtices múltiplos inicialmente classificado como nuvem-funil, mas depois revisado como um tornado. |           |                  |               |                          |                    |

## Rio Grande do Sul

### 2025
| F# | Localidade                      | UF                | Coord. de início | Horário (UTC) | Distância da trilha (km) | Largura máxima (m) |
| -- | ------------------------------- | ----------------- | ---------------- | ------------- | ------------------------ | ------------------ |
| F? | Porto Alegre (Lago Guaíba)      | Rio Grande do Sul | Desconhecido     | Desconhecido  | Desconhecido             | Desconhecido       |
| F? | Tromba-d'água foi observada.    |                   |                  |               |                          |                    |
| F? | Porto Alegre                    | Rio Grande do Sul | Desconhecido     | Desconhecido  | Desconhecido             | Desconhecido       |
| F? | Tornado observado em um parque. |                   |                  |               |                          |                    |

| F# | Localidade                                                                    | UF                | Coord. de início | Horário (UTC) | Distância da trilha (km) | Largura máxima (m) |
| -- | ----------------------------------------------------------------------------- | ----------------- | ---------------- | ------------- | ------------------------ | ------------------ |
| F? | Bossoroca                                                                     | Rio Grande do Sul | Desconhecido     | Desconhecido  | Desconhecido             | Desconhecido       |
| F? | Dois tornados foram observados, ambos do tipo supercelular; primeiro tornado. |                   |                  |               |                          |                    |
| F? | Bossoroca                                                                     | Rio Grande do Sul | Desconhecido     | Desconhecido  | Desconhecido             | Desconhecido       |
| F? | Dois tornados foram observados, ambos do tipo supercelular; segundo tornado.  |                   |                  |               |                          |                    |

| F# | Localidade                                                         | UF                | Coord. de início | Horário (UTC) | Distância da trilha (km) | Largura máxima (m) |
| -- | ------------------------------------------------------------------ | ----------------- | ---------------- | ------------- | ------------------------ | ------------------ |
| F2 | Erval Grande                                                       | Rio Grande do Sul | Desconhecido     | Desconhecido  | Desconhecido             | Desconhecido       |
| F2 | Tornado não supercelular (QLCS) classificado como F2 pela PREVOTS. |                   |                  |               |                          |                    |